# Pierangelo Bertoli
Pierangelo Bertoli (Sassuolo, 5 novembre 1942 – Modena, 7 ottobre 2002) è stato un cantautore italiano.
Considerato un vero e proprio "cantastorie" e una voce sincera della sua terra, Bertoli fu una figura emblematica della canzone d'autore italiana dagli anni settanta ai primi anni 2000, spaziando dalla musica popolare al rock, con testi diretti e densi di riferimenti sociali e politici.
Di lui è stato scritto che «l'immediatezza dei messaggi e la sincerità dell'ispirazione sono la peculiarità delle sue composizioni; la denuncia sociale, ora più meditata ora più aggressiva, connota il suo modo di raccontare l'uomo e il tempo in cui vive. Non ci sono coinvolgimenti nel consumismo del mercato, semmai una rabbia autentica certo non più attuale nel dilagante qualunquismo, frutto anche della maggiore sensibilità che egli ha come portatore di handicap» (venne colpito dalla poliomielite durante l'infanzia).
Pierangelo Bertoli è stato paragonato ai celebri compositori di ballate politiche popolari del passato, erede di una tradizione a cui appartenne, per esempio, l'anarchico Pietro Gori.

## Biografia

### Giovinezza ed esordi (1942 - 1976)
Nato a Sassuolo, in provincia di Modena, da una famiglia operaia, a dieci mesi fu colpito da una grave forma di poliomielite che lo privò della funzionalità degli arti inferiori e lo costrinse a vivere muovendosi su una sedia a rotelle.
Malgrado l'ingombrante presenza della carrozzella, visse un'infanzia regolare, ma priva di ogni genere di bene superfluo; secondo quanto raccontato dallo stesso Bertoli, in casa non c'era neppure la radio e per questo motivo la passione musicale del giovanissimo Pierangelo venne essenzialmente dall'esterno, anche se non va dimenticato il ruolo decisivo ricoperto dal fratello e dal gruppo musicale di quest'ultimo, che all'inizio degli anni sessanta si riuniva proprio nella cantina di casa Bertoli per suonare insieme.
Bertoli conosceva già la discografia di alcuni cantanti famosi, come per esempio Frank Sinatra, ma non possedeva alcuna nozione di strumenti musicali e tecniche interpretative. Compiuti venticinque anni, alcuni amici gli prestarono una vecchia chitarra e in pochi mesi Bertoli imparò a suonarla, tanto che di lì a poco la chitarra divenne il suo strumento di riferimento. Dopo un anno di esercizi da autodidatta, cominciò a comporre le prime musiche per le canzoni già scritte nella parte testuale, che suonò dapprima di fronte agli amici e poi davanti a platee sempre più vaste, soprattutto in occasione di feste di paese e di partito.
Il legame con la sua terra d'origine, oltre a non allontanarlo dalla sua città natale, gli fece comporre numerose canzoni in dialetto sassolese.
Nei primi anni 1970, Bertoli entrò nel raggruppamento maoista Unione Comunisti Italiani (marxisti-leninisti), che in seguito diventò Partito Comunista (Marxista-Leninista) Italiano, e con altri musicisti militanti del partito (Bartolo Bruno alla fisarmonica e alle tastiere, Leonello Zaquini alla chitarra, Alberto Bocchino al basso e Claudia Montis alla voce) formò il Canzoniere Nazionale del Vento Rosso, pubblicando con la casa editrice del partito, Servire il popolo, i primi 45 giri tra il 1973 e l'anno successivo: Marcia d'amore/Per dirti t'amo, Scoperta/Marcia d'amore e L'autobus/Matrimonio.
Nel 1974 pubblicò il primo album studio, Rosso colore dell'amore (poi ristampato postumo in CD dalla American Records nel 2006), contenente in tutto dodici brani, comprese tre delle canzoni uscite poco tempo prima in formato singolo: Per dirti t'amo, L'autobus e Marcia d'amore.
L'album venne stampato anche in Germania Ovest, a cura del Kommunistische Partei Deutschlands, e ciò comportò una tournée di Bertoli che toccò, tra le altre, Monaco di Baviera, Francoforte, Colonia, Düsseldorf e Zurigo. Il tour continuò poi in Italia, in una forma di teatro canzone che alternava i brani musicali con i monologhi di Bertoli.
Han gridato scioperiamo è un altro album pubblicato in quel periodo, sempre a nome del Canzoniere Nazionale del Vento Rosso (con una formazione cambiata, con Silvana Zigrino e Ciccio Giuffrida al posto di Bartolo Bruno), in cui Bertoli suona e partecipa ai cori senza essere accreditato; inoltre è autore di tre canzoni, tra cui una prima versione di Eppure soffia con un testo diverso e intitolata Mario Lupo  (anche se sulla copertina del disco come autore del brano è segnalato, stranamente, il solo Giuffrida). Con modifiche di prospettive dell'organizzazione il Canzoniere del Vento Rosso terminò d'esistere; nel 1975 Bertoli radunò alcuni amici musicisti come Marco Dieci, Francesco Coccapani e Gigi Cervi e realizzò un nuovo disco, Roca Blues prodotto dal presidente della squadra di calcio della Sassolese, Carlo Alberto Giovanardi.

### Il contratto discografico con la CGD (1976 - 1980)
Un amico musicista di Bertoli, Alete Corbelli, chitarra solista negli anni sessanta di Caterina Caselli, fece ascoltare l'album Roca Blues alla cantante, moglie di Piero Sugar, che convinse il marito a proporre un contratto con la CGD a Bertoli: e proprio quest'etichetta pubblicò nel 1976 l'album Eppure soffia, che iniziò a far conoscere il cantautore presso un pubblico più vasto, grazie alla title track, inno all'ecologismo, nella versione musicata da Alfonso Borghi, con cui inizia a collaborare.
Come raccontò il cantautore, le registrazioni iniziarono il 4 ottobre 1976, e il 5 novembre, giorno del suo compleanno, Bertoli si recò a rinnovare la carta d'identità, che venne inserita sulla copertina del disco. In questo terzo album venne accreditato come P. Angelo Bertoli, nome che appare sul documento.

Pierangelo Bertoli alla discoteca Taro Taro di Collecchio

L'anno successivo la Caselli decise di aprire una casa discografica propria, distribuita dalla CGD, per dedicarsi all'attività di talent-scout: nacque così la Ascolto, che pubblicò il nuovo album di Bertoli, Il centro del fiume, che contiene una versione ridotta di Rosso colore, già incisa nel primo disco; nella busta interna del disco venne inserita inoltre una presentazione di Bertoli scritta da Giancarlo Governi.
Nel 1978 realizzò un album che racchiudeva esclusivamente canzoni in dialetto modenese: S'at ven in meint (Cosa ti viene in mente) ospita anche la voce di Caterina Caselli nel brano L'Erminia temp adree. Una versione diversa di tale brano si trova nel CD di canzoni sassolesi I giaraun d'la luna (I sassi della luna), sempre con le voci di Bertoli e della Caselli. In questo CD (R&S&C2), distribuito nel 1995 solo in Emilia, Bertoli canta da solo o in duetto con Nek, Marco Dieci e altri anche in Chi ha pruvee una volta, C'sa vot ch'am inveinta, Turner indree; mentre è l'autore di altre canzoni quali Annalisa la valisa, Fa finta ed gnint, Vladimiro, Da la me fnestra, Te stà lè, Peinsa te e Al mester d'l'orchestra.
Altri brani dialettali saranno inclusi negli album Certi momenti e Sedia elettrica.
Il 1979 è l'anno di A muso duro, uno dei suoi album più noti e il primo a conoscere un riscontro su vasta scala, contenente la canzone omonima, vero e proprio manifesto di uomo e artista, che esalta anche la funzione sociale e aggregativa del mestiere del cantante.
In questo periodo conobbe Bruna Pattacini, che diventò sua moglie e da cui ha avuto tre figli: Emiliano, a cui è dedicata la canzone Dietro me, Petra (alla quale intitolò l'album omonimo) e Alberto Bertoli; quest'ultimo ha seguito le orme del padre, facendo il cantante di professione, oltre a prendere parte ai concerti-tributo a lui dedicati.
Per un certo periodo simpatizzò per la sinistra extraparlamentare, andando spesso ospite di Radio Tupac, una radio libera di Reggio Emilia, chiusa dalla polizia (che ne distrusse le apparecchiature e la sede, come accaduto anche a Radio Alice) dopo due anni per "apologia di reato", in quanto i conduttori, denunciati, facevano trasmissioni contro le gravi condizioni in cui vivevano nelle carceri italiane i detenuti politici, a cui manifestavano solidarietà. Tra le conoscenze personali del cantautore nei primissimi anni '70, vi erano anche importanti persone dell'ambiente extraparlamentare, come il futuro brigatista Alberto Franceschini, prima che quest'ultimo entrasse a far parte della lotta armata. Questa amicizia riprenderà in seguito. Quando Franceschini venne scarcerato in licenza premio nel 1987, Bertoli fu una delle prime persone che lo andarono a trovare.

### Certi momentie i lavori successivi (1980 - 1991)
Tale successo venne consolidato con Certi momenti del 1980, la cui title track affronta con coraggio la tematica dell'aborto schierandosi contro la Chiesa cattolica: quest'album contiene inoltre la canzone Pescatore, cantata con una ancora semisconosciuta Fiorella Mannoia; racconta di una donna che, soffrendo la lontananza del marito, lo tradisce salvo poi pentirsene, e il duetto si snoda tra il racconto del tormento interiore di lei e della fatica di lui nel combattere contro il mare sperando in una pesca fruttuosa.
I tre album successivi, da Album del 1981 a Dalla finestra del 1984, confermarono la popolarità di un Bertoli non più considerato come fenomeno di folklore.
Nel 1984 esce Dalla finestra, contenente Varsavia, un duro atto d'accusa contro il totalitarismo del blocco dei paesi dell'est Europa e la repressione del generale Jaruzelski in Polonia (1981-1983), e che segna il definitivo approdo di Bertoli alla sinistra libertaria.
È di quegli anni anche l'album Canzone d'autore (1987), in cui Bertoli reinterpretò alcuni classici, alternandoli a composizioni inedite di altri autori misconosciuti: in questo album spiccano le sue versioni di Bartali di Paolo Conte, Vedrai vedrai di Luigi Tenco, Un giudice di Fabrizio De André e Sfiorisci bel fiore di Enzo Jannacci.
La sua attività discografica non conobbe interruzioni nonostante un sensibile calo nelle vendite, ritrovando un ritorno di fiamma nel 1990 in occasione di Oracoli, primo album con etichetta Dischi Ricordi, scritto a quattro mani con il cantautore Luca Bonaffini, che farà da apripista al suo esordio sanremese. Nel frattempo vinse nel 1989 un telegatto per uno spot televisivo a favore della "Lega per l'emancipazione dell'handicappato", al quale prese parte nel ruolo di un avventore che non poteva chiamare la Polizia per segnalare un incidente, in quanto trovava delle cabine telefoniche che non erano in grado di far passare la sua sedia a rotelle.
Nel 1990 fece un cameo in una canzone di Elio e le Storie Tese Giocatore mondiale, sigla del programma Mai dire Mondiali: la canzone tratta con ironia la questione delle barriere architettoniche, e Bertoli canta i versi "La vita è bella, perché le cabine son strette ma largo è lo stadio, solo alla morte non c'è rimedio". Le cabine (telefoniche) da lui menzionate rimandano proprio allo spot da lui interpretato. Più impegnato invece fu il suo contributo dato ai Giochi F.I.S.H.A. che in quello stesso anno videro la sua firma nell'inno ufficiale Canto di vittoria, incisa anche in inglese.

### Le partecipazioni a Sanremo (1991 - 1992)

Pierangelo Bertoli a Sanremo nel 1992

Nel 1991 partecipò al Festival di Sanremo insieme ai Tazenda con Spunta la luna dal monte, una canzone scritta in origine dal gruppo sardo intitolata Disamparados, di cui Bertoli scrisse il testo in italiano: il brano ottenne molto successo, classificandosi al quinto posto e portando a Bertoli una seconda giovinezza artistica.
L’anno dopo tornò a Sanremo con Italia d'oro, denuncia dei malcostumi nazionali, la quale anticipò lo scandalo di Tangentopoli che di lì a poco avrebbe interessato l'opinione pubblica: la sua seconda partecipazione gli valse il quarto posto.
Nello stesso album è presente anche la canzone Giulio, un'accusa diretta e senza mezzi termini nei confronti di Giulio Andreotti.

### L'impegno politico e sociale (1992 - 1993)
Vicino fin dalla giovinezza alla sinistra, nel 1992, dopo aver rifiutato immediatamente una candidatura offertagli da un senatore del PSI craxiano, fu candidato alle elezioni politiche per Rifondazione Comunista. Per alcuni anni ebbe anche la tessera del Partito Radicale di Marco Pannella.
Impegnato socialmente in iniziative benefiche e di solidarietà, Bertoli si batté in favore dell'abbattimento delle barriere architettoniche e partecipò a incontri e raduni per sensibilizzare l'opinione pubblica sull'integrazione sociale dei disabili, tra cui una proposta per una Legge Quadro in materia.

### Ultimo periodo (1993 - 2002)
Nel 1993 pubblicò l'album Gli anni miei e produsse, insieme a Caterina Caselli, l'album "Blez" di Luca Bonaffini. Due anni dopo uscì la prima raccolta di brani reincisi intitolata Una voce tra due fuochi. I suoi ultimi lavori ebbero non poche difficoltà a essere distribuiti né si avvalsero di un soddisfacente battage promozionale.
Nel 1995, difatti, aveva rotto con la BMG Ricordi che, dopo la pubblicazione della citata raccolta, lo lasciò senza contratto.
Nel 1997, in occasione del centenario della Juventus (squadra per cui Bertoli tifava) scrisse una canzone intitolata Juvecentus.
Partecipò poi ad alcune incisioni indipendenti e a raccolte di beneficenza con altri artisti di Sassuolo, come la Caselli.
Nel 2001 si esibì in pubblico in un concerto al carcere di Modena. Incise tre singoli con il gruppo sardo degli Istentales; presentò una nuova canzone in italiano e sardo, come fece già con i Tazenda, per il Festival di Sanremo del 2002 (Viene per noi, un testo pacifista riferito alla guerra in Afghanistan), ma il direttore artistico Pippo Baudo la bocciò.
L'ultimo album, 301 guerre fa, composto da inediti e vecchie canzoni riarrangiate e ricantate, uscì poco prima della sua scomparsa, mentre altre dieci canzoni (che avrebbero dovuto costituire il nuovo album del 2003), scritte con la collaborazione del figlio Alberto (ma anche di Ligabue), non verranno mai incise da Bertoli né pubblicate.
In primavera apparve in televisione, in diretta dalla sua casa, alla trasmissione La domenica del villaggio. Uno dei suoi ultimi concerti fu a Potenza in piazza Prefettura il 1º maggio 2002.
Sofferente di tumore ai polmoni, all'inizio del settembre 2002 Bertoli fu sottoposto a una serie di cure presso il Policlinico di Modena, dove ritornò qualche giorno dopo, per morirvi la mattina del 7 ottobre, all'età di 59 anni. Dopo la camera ardente e le visite di numerose persone venute a rendergli omaggio, tra cui Luciano Ligabue, per volere dei familiari non ci fu nessuna cerimonia funebre. La salma venne cremata e le ceneri tumulate nella tomba di famiglia presso il cimitero nuovo di Sassuolo.

### Dopo la morte: incisioni, uscite postume e omaggi
Nel 2003 esce Madre Terra, con la giovane Erica Tozzi.
Nel 2005 esce il CD tributo ...a Pierangelo Bertoli dove le sue canzoni sono ricantate da altri artisti come i Nomadi, gli Stadio con Angelo Branduardi, Nek, Bruno Lauzi e Fiorello. Tra le canzoni anche un brano (Le cose cambiano) scritto da Ligabue ed interpretato da Alberto Bertoli, figlio di Pierangelo.
Il 28 aprile 2006, a cura di Alberto Bertoli, è uscita la raccolta Parole di rabbia, pensieri d'amore con un inedito, Adesso (registrato nel 1990), la cui uscita è dedicata dal figlio alla vittoria della sinistra alle elezioni politiche del 2006, evento auspicato da Bertoli, che mai aveva fatto mistero delle sue idee.
Il 27 settembre 2008 a Sassuolo si è tenuto il primo raduno ufficiale dei fan del cantautore. L'evento è iniziato con l'inaugurazione di un bassorilievo dal titolo "A muso duro", è proseguito con un dibattito sulla vita di Bertoli dal titolo "Parole di rabbia e pensieri d'amore" e con l'inaugurazione di una mostra fotografica e oggettistica dal titolo "E così nasce una canzone".
In serata si è tenuto un grande concerto tributo a cui hanno partecipato tra gli altri Fabio Concato e i Modena City Ramblers.
A luglio 2010 la canzone A muso duro, reinterpretata dal figlio Alberto, viene premiata con il premio Lunezia per il testo.
Il 22 settembre 2012, in occasione del concerto di beneficenza Italia Loves Emilia, in favore delle vittime del terremoto dell'Emilia del 2012, A muso duro è cantata alla fine del concerto da tutti gli artisti presenti: Biagio Antonacci, Claudio Baglioni, Ligabue, i Negramaro, i Litfiba, Fiorella Mannoia, i Nomadi, Giorgia, Elisa, Jovanotti, Zucchero, Renato Zero e Tiziano Ferro.
Il 29 settembre 2012 in occasione del decennale della sua scomparsa viene organizzato dal comune di Modena un concerto tributo intitolato "Canterò le mie canzoni per la strada" al quale partecipano tra gli altri Enrico Ruggeri, Luca Carboni, i Dik Dik, Luca Bonaffini, Caterina Caselli, Danilo Sacco, Marco Masini, i Tazenda e Gerardina Trovato.
Nel 2013 nasce in sua memoria il Premio Pierangelo Bertoli portato avanti dal figlio Alberto Bertoli.
Il cantautore Luca Bonaffini, nel giugno 2013, ha pubblicato il romanzo autobiografico La notte in cui spuntò la luna dal monte dedicato a Pierangelo Bertoli, in cui racconta come nacque la canzone che portò l'artista emiliano al Festival di Sanremo e ha realizzato un album, intitolato Sette volte Bertoli. Ricordando Pierangelo.
Il Comune di Milano nell'aprile 2016 intitola al cantautore un'area verde cittadina tra le vie Benedetto Croce, Popper, Quarenghi e Kant.

## Collaborazioni artistiche
Tra i sodalizi artistici, si ricordano quello con una ancora sconosciuta Fiorella Mannoia in Pescatore, uno dei brani di maggior successo di Bertoli; Ornella Vanoni, per cui scrisse Favola (che cantò insieme alla cantante nell'album Duemilatrecentouno parole), i Tazenda, con i quali cantò Spunta la luna dal monte, altro suo cavallo di battaglia; Fabio Concato, con cui duettò sia in Chiama piano sia in Acqua limpida, alle quali partecipò anche Grazia Di Michele; e Ligabue, una vera e propria scoperta dello stesso Bertoli che lo lanciò a livello regionale, producendo il suo primo disco alla fine degli anni ottanta, e con il quale strinse un intenso e forte legame di amicizia e stima, fino a proporlo al produttore Angelo Carrara per il suo album d'esordio.
Di lui incise due sue canzoni: nel 1988 Sogni di rock'n'roll e l'anno seguente Figlio d'un cane, entrambe poi confluite nel primo lavoro discografico dell'artista di Correggio datato 1990.
Ha anche preso parte, interpretando se stesso, al film di Marco Ferreri Il futuro è donna del 1984.

## Temi e poetica
Lo stile di Bertoli si contraddistingue per la sua immediatezza, nonché per i mai banali echi poetici che fanno della sua opera un esempio limpido della bontà della prima canzone d'autore italiana che ha ospitato artisti come Fabrizio De André, Francesco Guccini, Paolo Conte, Giorgio Gaber, Francesco De Gregori. Molte volte nelle canzoni canta contro la guerra o a favore dei più deboli.
Nonostante gli spunti politici di molti testi, l'impegno di Bertoli si svolse principalmente sul piano civile e sociale. Bertoli ha inoltre cantato molte canzoni in dialetto sassolese, prima raccogliendole in un Lp (S'at vein in meint) e poi in altri album. Eppure, proprio in canzoni come Prega Crest (Prega nostro Signore), La bala (dove "bala" significa, con doppio senso, sia "bugia" sia "ubriacatura"), è possibile cogliere in Bertoli una voce genuina della sua terra, "dura e pura".

### Religione
Pierangelo Bertoli era ateo. In molte canzoni, come Certi momenti (1980), Bianchezza (1981) e Varsavia (1984) - tutte e tre contenenti allusioni a papa Giovanni Paolo II - si esprime inoltre in maniera molto critica verso la Chiesa cattolica e i suoi vertici, opinioni ribadite anche in un'intervista, in cui condanna il sostegno di alcuni cattolici alla pena di morte (a cui egli era contrario in maniera assoluta), in casi estremi e particolari:
Altre canzoni con riferimenti anticlericali e antireligiosi sono Così, Giulio, 1967 e Oracoli. Ancora affermò il fastidio per il "pietismo" cattolico verso i disabili come lui e disse anche che «il dio denaro sembra comunque l'unico per cui la gente è disposta a sacrificarsi. Credo che di tutto Marx almeno una frase, che cito a memoria, vada salvata: "Fino ad oggi ho creduto che fossero le leggi a determinare le religioni, l'economia. È invece il contrario"».
Bertoli venne anche citato e criticato indirettamente - assieme ad altri musicisti - dall'Osservatore Romano, il quotidiano della Città del Vaticano (dopo che una sua canzone fu inserita in un'antologia di canti dall'Azione Cattolica) per essersi definito "ateo e anticattolico", anche se in alcune canzoni tocca anche dei temi religiosi, in cui sottolinea però sempre l'ipocrisia del clero (È nato si dice).

## Discografia

### Album in studio
- 1974 - Rosso colore dell'amore (Lega del Vento Rosso, VR 9, ristampato nel 2006 per la American Records AMR 111)
- 1975 - Roca Blues (Made in Sassuolo, LP 0101, ristampato su CD nel 2001)
- 1976 - Eppure soffia (CGD, 81800, su CD 9031 70144-2)
- 1977 - Il centro del fiume (Ascolto, ASC 20030, su CD 9031 70145-2)
- 1978 - S'at ven in meint (Ascolto, ASC 20068, su CD 4509-91969-2)
- 1979 - A muso duro (Ascolto, ASC 20128, su CD 9031 70140-2)
- 1980 - Certi momenti (Ascolto, ASC 20233, su CD 9031 71296-2)
- 1981 - Album (Ascolto, ASC 20271, su CD 9031 71297-2)
- 1983 - Frammenti (CGD, 20349 su CD 9031 77304-2)
- 1984 - Dalla finestra (CGD, 20404, su CD 9031 77305-2)
- 1985 - Petra (CGD, 20461)
- 1987 - Canzone d'autore (CGD, 20626, su CD CDS 6063)
- 1988 - Tra me e me (CGD, 20727, su CD CDS 6084)
- 1989 - Sedia elettrica (CGD, 2092, su CD CDS 6132)
- 1990 - Oracoli (Dischi Ricordi, SMRL 6426)
- 1992 - Italia d'oro (Dischi Ricordi, STVL 6446)
- 1993 - Gli anni miei (Dischi Ricordi, STVL 6466)
- 1997 - Angoli di vita (Crisler, FCD 2127)
- 2002 - 301 guerre fa (Crisler, CCD 3037)

### Antologie
- 1979 - Pierangelo Bertoli (Record Bazaar, RB 215)
- 1986 - Bertoli & Bertoli - Studio ...Live (CGD, CI 20214, su cd 9031 70148-2) (contiene un disco raccolta, tra cui una versione inedita di Favola, e un disco di incisioni dal vivo)
- 1989 - Il vento soffia ancora (CGD MusicA, LSM 1351) (antologia del periodo Ascolto)
- 1991 - Spunta la Luna dal monte e i grandi successi (Fonit Cetra, TLPX 278)
- 1995 - Una voce tra due fuochi (BMG Ricordi, TCDMRL 305672)
- 1997 - Frammenti di... (nel 2000 rinominato Tracce di Pierangelo Bertoli)
- 2000 - Pierangelo Bertoli
- 2000 - Le più belle canzoni
- 2006 - Le più belle canzoni di Pierangelo Bertoli
- 2006 - Parole di rabbia, pensieri d'amore
- 2007 - Pierangelo Bertoli - Antologia
- 2008 - Pierangelo Bertoli - I grandi successi
- 2010 - Pierangelo Bertoli - Original album series
- 2011 - Le canzoni, i miei pensieri
- 2012 - Un'ora con... Pierangelo Bertoli
- 2012 - A muso duro - Le più belle di sempre
- 2013 - A muso duro
- 2013 - Pierangelo Bertoli - Generazione cantautori
- 2016 - Pierangelo Bertoli - Playlist
- 2022 - Cristalli di memoria

### Singoli
- 1973 - Marcia d'amore/Per dirti t'amo {Servire il popolo VR 3}
- 1974 - Scoperta/Marcia d'amore {Edizioni del Vento Rosso VR 5}
- 1974 - L'autobus/Matrimonio {Edizioni del Vento Rosso VR 6}
- 1977 - Eppure soffia/È nato si dice {Ascolto ASC 10025}
- 1979 - Verso Europa/Ridere di un'ora (Canzone per Carlotta) {Ascolto ASC 10166}
- 1979 - A muso duro/Per dirti t'amo {Ascolto ASC 10221}
- 1990 - Canto di Vittoria/Song of Victory (Canzone Ufficiale Giochi F.I.S.H.A.) {Dischi Ricordi SRL 11107}
- 1991 - Spunta la Luna dal monte/Sabato {Dischi Ricordi SRL 11116; lato a con i Tazenda}
- 1992 - Italia d'oro/Se potesse bastare {Dischi Ricordi SRL 11123}
- 2002 - Promissas
- 2003 - Madre Terra (con Erika Tozzi)

### Duetti
- Con Caterina Caselli: L'Erminia teimp adree (in S'at ven in meint di Pierangelo Bertoli, 1978)
- Con Fabio Concato: Chiama piano (in Oracoli di Pierangelo Bertoli, 1990)
- Con Fabio Concato e Grazia Di Michele: Acqua limpida (in Oracoli di Pierangelo Bertoli, 1990)
- Con Fiorella Mannoia: Pescatore
- Con Ornella Vanoni: Favola
- Con Elio e le Storie Tese: Giocatore mondiale
- Con Ligabue: Sogni di Rock & Roll (Ligabue compare nei backvocal)
- Con i Tazenda: Spunta la luna dal monte
- Con Blez: La quinta stagione
- Con Danilo Amerio: 301 Guerre fa
- Con Fiordaliso: Pescatore in 301 Guerre fa
- Con Erika Tozzi: Madre Terra

### Contributi
- 1989 - Per te Armenia/Sono caduti {New Enigma Records NEM 47002}-(ASSOCIATION AZNAVOUR POUR L'ARMENIE)

### Tributi
- 2003 - A muso duro - Fiorello (nell'album A modo mio)
- 2005 - ...a Pierangelo Bertoli - Artisti vari
- 2006 - Eppure soffia - Canzoni per parrucchiere live tour - Stadio
- 2006 - Pescatore - Nomadi feat Giulia
- 2007 - Eppure soffia - Ligabue (inciso sul web per il Live Earth)
- 2009 - Eppure soffia - Luca Carboni (cover presente nell'album Musiche ribelli)
- 2010 - A muso duro - Alberto Bertoli (cover nel disco Il tempo degli eroi)
- 2011 - A muso duro - Raffaele Tedesco (omaggio nell'album Ho un nome live)
- 2012 - A muso duro - Finale di concerto Italia loves Emilia (concerto per la raccolta fondi ai terremotati emiliani)
- 2017 - A muso duro - Davide Buzzi (nell'album Non ascoltare in caso d'incendio)

## Riconoscimenti
- 1989 - TV Sorrisi e Canzoni, Telegatto per il miglior spot;[27]
- 2010 - Premio Lunezia, omaggio a Pierangelo Bertoli e per il valore musical-letterario del brano A muso duro (ritirato dal figlio Alberto Bertoli)[27][46]